# Knoten (Einheit)
Der Knoten (kn) ist ein Geschwindigkeitsmaß in der See- und Luftfahrt bzw. der Meteorologie, das auf der Längeneinheit Seemeile (sm) oder nautische Meile (NM, nmi, n.mi.) beruht. Eine Seemeile entspricht exakt 1852 Metern. Das Einheitenzeichen ist kn (englisch früher kt oder kts für knot[s]).
1 Knoten = 1 Seemeile pro Stunde = 1,852 km/h

## Herkunft und Verwendung

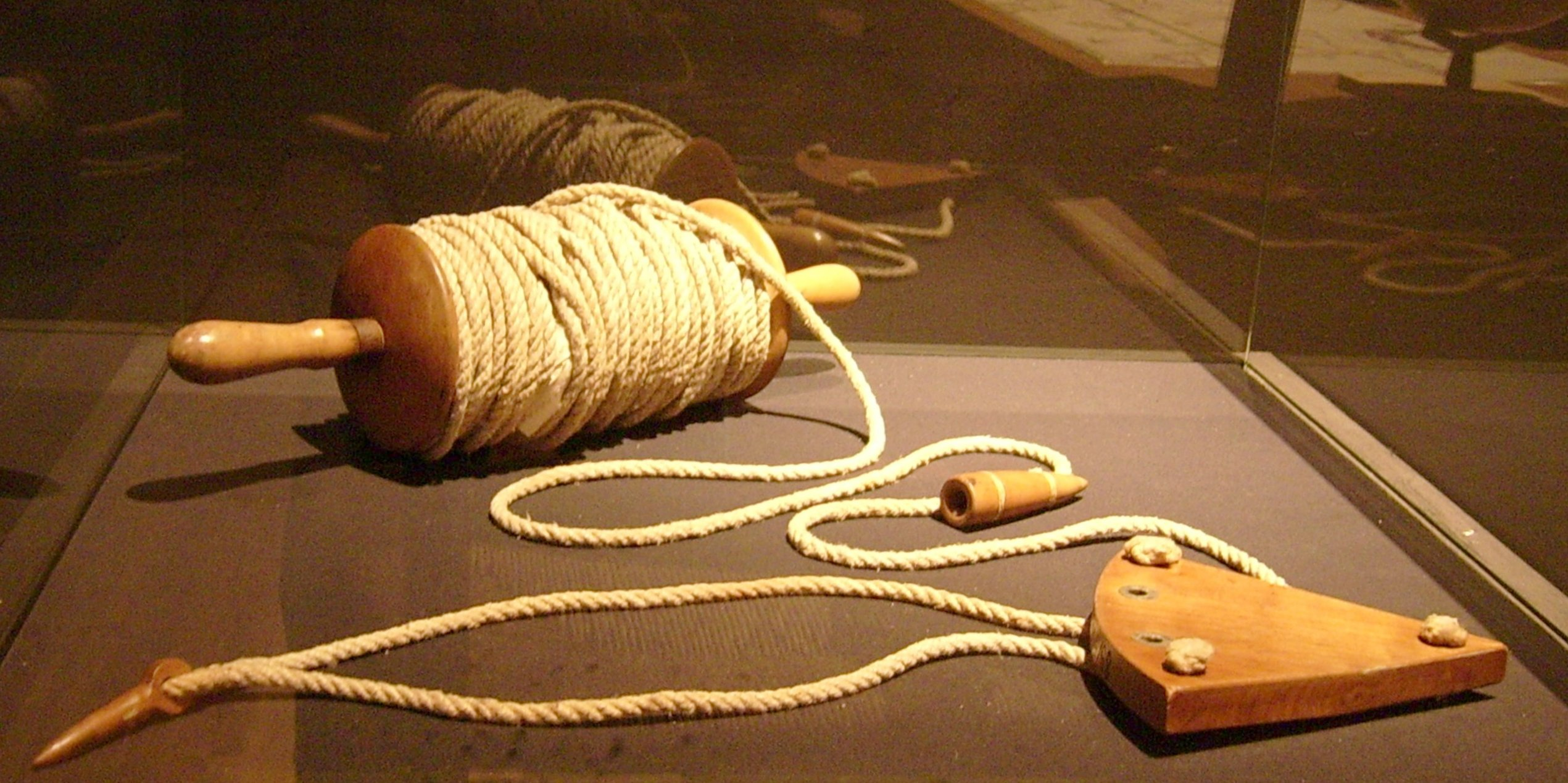
Handlog

Die Bezeichnung leitet sich aus den Knoten her, die in die Leine des Logscheits gemacht werden, um bestimmte Abstände zu markieren. Die Abstände betragen idealerweise Bruchteile einer Seemeile. Die Zahl der Knoten, die in einer bestimmten Zeit zurückgelegt werden, ergibt die sogenannte Fahrt durchs Wasser (FdW). Die Zeit wurde durch das Logglas, eine spezielle Sanduhr, festgelegt.
Diese Fahrt durchs Wasser wird heutzutage wesentlich genauer durch andere Loggen (hydrostatisch, hydrodynamisch, elektrisch usw.) bestimmt. Für die Navigation wichtiger ist hingegen die Geschwindigkeit über Grund, die entweder mit anderen Navigationshilfen wie GNSS, terrestrische Navigation, Funknavigation oder durch Berücksichtigung der Meeresströmung bestimmt wird.
Die Seemeile oder Nautische Meile (deutsch: sm, englisch: NM) entspricht einem Unterschied der geographischen Breite von einer Winkelminute (1′), und somit entsprechen 60 Seemeilen einem Breitengrad. Ein Schiff, das mit einer Geschwindigkeit von 20 Knoten exakt auf Nord- oder Südkurs fährt, legt in drei Stunden einen Breitengrad zurück.

## Umrechnung

### Exakt
Die Umrechnung von Knoten in Kilometer pro Stunde, Meter pro Minute und in Meter pro Sekunde:
{\displaystyle 1\,\mathrm {kn} =1\,\mathrm {\frac {sm}{h}} =1\,\mathrm {\frac {NM}{h}} =1{,}852\,\mathrm {\frac {km}{h}} =30{,}8{\overline {6}}\,\mathrm {\frac {m}{min}} =0{,}51{\overline {4}}\,\mathrm {\frac {m}{s}} }

### Überschlägig
Eine leicht zu merkende Faustregel zum Umrechnen von Knoten in Kilometer pro Stunde lautet: „mal zwei, minus 10 %“ (oder „minus 10 %, mal zwei“).
{\displaystyle v\left[\mathrm {kn} \right]\rightarrow \times 2\rightarrow -10\,\%=v\left[{\frac {\mathrm {km} }{\mathrm {h} }}\right]}
Die überschlägige Umrechnung als Formel:
{\displaystyle v\,\mathrm {kn} \approx 2\cdot v\cdot 0{,}9\,{\frac {\mathrm {km} }{\mathrm {h} }}}
Der Fehler dieser Rechnung liegt unter 3 %.